# Narvalo (sous-marin, 1930)
Pour les articles homonymes, voir Narvalo et Narvalo (sous-marin).
Le Narvalo (en français : Narval) est un sous-marin de la classe Squalo en service dans la Regia Marina au début des années 1930 et ayant servi pendant la Seconde Guerre mondiale.

## Caractéristiques
Les sous-marins de la classe Squalo sont essentiellement des répétitions des classes Bandiera et Bragadin, ils appartenaient au type "Bernardis" et ont été les premiers sous-marins italiens de moyenne et grande taille à être performants dans tous les domaines ; ils étaient également adaptés aux mers chaudes, comme la mer Rouge. Ils sont cependant nés avec certains défauts des classes précédentes (ceci parce que la Regia Marina a fait la grosse erreur de commander trois classes de nouveaux sous-marins sans tester ne serait-ce qu'une d'entre elles en conditions réelles), en particulier la tendance à s'enfoncer dans la mer par la proue. Afin de contourner ce problème, le secteur de la proue a été modifié en la surélevant, donnant le profil caractéristique aux unités. À l'intérieur du sous-marin a également été obtenu un caisson d'auto-chargement utile pour amortir le tangage.
Ils déplaçaient 920 tonnes en surface et 1 125 tonnes en immersion. Les sous-marins mesuraient 69,8 mètres de long, avaient une largeur de 7,21 mètres et un tirant d'eau de 5,19 mètres. Ils avaient une profondeur de plongée opérationnelle de 90 mètres. Leur équipage comptait 53 officiers et hommes d'équipage.
Pour la navigation de surface, les sous-marins étaient propulsés par deux moteurs diesel de 1 500 chevaux (1 119 kW), chacun entraînant un arbre d'hélice. En immersion, chaque hélice était entraînée par un moteur électrique de 650 chevaux-vapeur (485 kW). Ils pouvaient atteindre 15,1 nœuds (28,0 km/h) en surface et 8 nœuds (15 km/h) sous l'eau. En surface, la classe Squalo avait une autonomie de 5 650 milles nautiques (10 460 km) à 8 nœuds (15 km/h), en immersion, elle avait une autonomie de 100 milles nautiques (190 km) à 3 nœuds (5,6 km/h).
Les sous-marins étaient armés de huit tubes lance-torpilles internes de 53,3 cm (21 pouces), quatre à l'avant et quatre à l'arrière. Ils transportaient au total une douzaine de torpilles. Ils étaient également armés d'un canon de pont de 102/35 Model 1914 pour le combat en surface. Leur armement anti-aérien consistait en deux mitrailleuses Breda Model 1931 de 13,2 mm.

## Construction et mise en service
Le Narvalo est construit par le chantier naval Cantieri Riuniti dell'Adriatico (CRDA) de Monfalcone en Italie, et mis sur cale le 17 octobre 1928. Il est lancé le 15 mars 1930 et est achevé et mis en service le 6 décembre 1930. Il est commissionné le même jour dans la Regia Marina.

## Historique
Une fois en service, le Narvalo est stationné à La Spezia, au sein du IIe Escadron de sous-marins de moyenne croisière.
En 1930, il fait un voyage le long de la côte italienne et deux ans plus tard, il en fait un deuxième dans le bassin oriental de la Méditerranée.
Il change ensuite de base et s'installe à Naples (1934), au sein du IVe Escadron, puis à Tobrouk et enfin à Massawa, où il opère de 1935 à 1938, montrant de bonnes qualités opérationnelles dans les eaux chaudes. Il est ensuite transféré à Fiume (1938) puis intégré à la XXXIIIe Escadron basée à Messine. En 1939, il est détaché à l'École de sous-marins de Pula.
Lorsque l'Italie est entrée dans la Seconde Guerre mondiale, il fait partie du Ve Grupsom de Leros. Il opère en Méditerranée orientale sans aucun résultat.
Dans la nuit du 27 au 28 septembre 1941 (sous le commandement du lieutenant de vaisseau (tenente di vascello) Giuseppe Caito), un cargo naviguant près du cap Bon est attaqué avec le lancement de deux torpilles, mais sans pouvoir le toucher,.
Le 14 décembre de la même année, il est victime d'un puissant combat anti-sous-marin près de Cap Passero, recevant de graves dommages qui le forcent à revenir à sa base,.
À partir du printemps 1942, il est chargé de transporter des fournitures vers la Libye. Il effectue huit missions de ce type, transportant 510,3 tonnes de fournitures (70,7 tonnes de bidons de carburant et de lubrifiant, 404,7 tonnes de munitions, 25 tonnes de provisions et 9,9 tonnes d'autres cargaisons).
Dans la soirée du 13 janvier 1943, ayant accompli sa huitième mission de transport, il quitta Tripoli sous les ordres du lieutenant de vaisseau Ludovico Grion, à destination de l'Italie, avec à son bord, outre l'équipage, 11 officiers britanniques prisonniers, 5 militaires italiens qui constituent son escorte et 6 autres militaires italiens qui doivent être rapatriés,,.
Le lendemain à 13h45, il est victime d'un bombardement par un avion britannique, à environ 140 milles nautiques (260 km)  au sud-est de Malte. Touché, il est immobilisé et incapable à la fois de plonger et de naviguer en surface,,. Le commandant Grion ordonne de commencer les manœuvres de sabordage, mais deux destroyers britanniques, le HMS Hursley (L84) et le HMS Pakenham (G06) (informés par l'avion), arrivent et canonnent le sous-marin (qui avait déjà commencé à se saborder) provoquant en peu de temps son naufrage,,.
4 officiers et 25 sous-officiers et marins du Narvalo', les 11 soldats italiens qui étaient montés à bord à Tripoli et 8 des prisonniers disparaissent en mer, tandis que les survivants (32 membres d'équipage du sous-marin et 3 prisonniers) sont sauvés par des unités britanniques,,.
Le Narvalo avait effectué un total de 23 missions d'exploration-offensive, 8 missions de transport et 5 missions de transfert, parcourant 20 760 milles nautiques (49 560 km) en surface et 3 020 milles nautiques (5 593 km) sous l'eau.